# Cebulowe pole
Cebulowe pole (ang. The Onion Field) – amerykański dramat kryminalny z 1979 roku w reżyserii Harolda Beckera, zrealizowany na podstawie powieści Josepha Wambaugha z 1973 roku.

## Fabuła
Greg Powell to psychopata stojący wraz ze swoją kobietą na czele grupy rzezimieszków (pijaka Billy'ego i recydywisty Jimmy'ego Smitha). Żyje z napadów na małe sklepiki. Po jednym z nich zostaje wraz z Jimmym zatrzymany do rutynowej kontroli policyjnej. Udaje mu się jednak sterroryzować funkcjonariuszy, wywozi ich na podmiejskie pole cebuli i wraz ze wspólnikiem próbuje zabić. Detektyw Campbell ginie, jednak jego partnerowi Hettingerowi udaje się uciec w ciemnościach. Od tego momentu treść filmu stanowią losy Grega i Jimmy'ego, którzy trafiają do więzienia i którym, dzięki kruczkom prawnym udaje się uniknąć najwyższego wymiaru kary oraz ocalałego policjanta, który nie potrafi sobie poradzić z poczuciem winy.
Film inspirowany autentycznymi wydarzeniami.

## Główne role
- James Woods – Greg Powell
- Franklyn Seales – Jimmy Smith
- Beege Barkette – kobieta Grega
- Lee Weaver – Billy
- John Savage – detektyw Hettinger
- Ted Danson – detektyw Campbell
- Ronny Cox – st. detektyw Brooks

## Produkcja
Samochody wykorzystywane w scenie porwania policjantów przez przestępców były pojazdami jakich użyto podczas autentycznych wydarzeń, jakie przedstawiał film.